# (5983) Praxiteles
(5983) Praxiteles es un asteroide perteneciente al cinturón de asteroides, descubierto el 29 de septiembre de 1973 por Cornelis Johannes van Houten en conjunto a su esposa también astrónoma Ingrid van Houten-Groeneveld y el astrónomo Tom Gehrels desde el Observatorio del Monte Palomar, Estados Unidos.

## Designación y nombre
Designado provisionalmente como 2285 T-2. Fue nombrado Praxiteles en honor al escultor ateniense Praxíteles. Fuentes antiguas indican que trabajó en Atenas y creó al menos 50 estatuas, aunque solo existen copias romanas.

## Características orbitales
Praxiteles está situado a una distancia media del Sol de 2,800 ua, pudiendo alejarse hasta 3,167 ua y acercarse hasta 2,433 ua. Su excentricidad es 0,131 y la inclinación orbital 9,068 grados. Emplea 1711,73 días en completar una órbita alrededor del Sol.

## Características físicas
La magnitud absoluta de Praxiteles es 13,5. Tiene 5,686 km de diámetro y su albedo se estima en 0,261.